# Sete ilhas de Bombaim

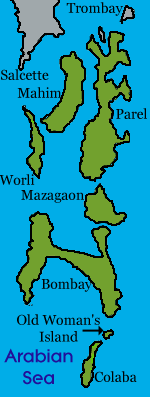
As sete ilhas antes de terem sido ligadas por aterros

As sete ilhas de Bombaim foram unidas entre si, formando o território da atual cidade de Bombaim, capital do estado de Maarastra, Índia:
- Bombaim
- Colaba
- Colaba Pequena (Old Woman's Island)
- Maim
- Mazagão
- Parel
- Worli

As ilhas de Trombay e Salsete, situadas imediatamente a norte, foram igualmente ligadas por aterros, estando integradas na Grande Bombaim.
Outras ilhas próximas:
- Elefanta (Gharapuri)